# Mátyás, az igazságos (rajzfilm)
A Mátyás, az igazságos 1985-ben bemutatott magyar rajzfilm, amely a Mesék Mátyás királyról című televíziós rajzfilmsorozat moziváltozata. Az animációs játékfilm rendezője és írója Újváry László, producere Mikulás Ferenc, zeneszerzője a Kaláka együttes. A mozifilm a Pannónia Filmstúdió gyártásában készült, a MOKÉP forgalmazásában jelent meg. Műfaja zenés történelmi. 
Magyarországon 1986. január 30-án mutatták be a mozikban.

## Gyártás

### Alkotók
- Rendezte: Újváry László
- Írta: Kőszegi Ábel, Újváry László
- Dramaturg: Czipauer János
- Zenéjét szerezte: Kaláka
- Operatőr: Bacsó Zoltán, Mertz Loránd, Pethes Zsolt, Polyák Sándor
- Vágó: Czipauer János, Hap Magda
- Hangmérnök: Nyerges András Imre
- Háttér: Molnár Péter, Neuberger Gabriella
- Animátorok: Horváth Mária, Lőrincz László, Tóth Pál, Újváry László
- Rajzolták: Balajthy László, Horváth Mária, Lőrincz László, Polyák Zita, Szűcs Édua, Tóth Pál, Újváry László, Vágó Sándor
- Húzták: Gaál Erika, Gömöry Dorottya, Saskőiné Fejes Margit
- Festették: Fajtics Zsuzsanna, Major Andrásné, Kiss Mária, Köpöczi Judit, Miklós Katalin, Némedi Elenóre, Szabó Lászlóné
- Vágóasszisztens: Völler Ágnes
- Hangeffekt: Boros Lajos
- Felirat: Zsoldos Csaba
- Színes technika: Szabó László
- Felvételvezető: Gödl Beáta
- Rendezőasszisztens: Kiss Lajos
- Szinkron gyártásvezető: Nagy Zoltán
- Gyártásvezető: Vécsy Veronika
- Szinkronrendező: Mohácsi Emil
- Produkciós vezető: Mikulás Ferenc

- A laboratóriumi munkák a Magyar Filmlaboratórium Vállalatnál készültek.
- Készítette a Pannónia Filmstúdió.

### Közreműködők
- Az összekötő felvételeit az Intersound stúdióban készítette: Nyerges András Imre
- Ének: Götz Anna
- Zeneszerző: Bencze Gábor, Gryllus Dániel, Huzella Péter, Radványi Balázs
- Szintetizátor: ifj. Rátonyi Róbert
- Dob: Baló Tamás
- Hegedű: Sárközi Gergely
- Ütőhangszer: Zsoldos Béla

## Szereplők
- Mátyás király: Helyey László
- Udvari bolond: Sztankay István
- Királylány: Borbás Gabi
- Friedrich császár: Sinkó László
- Kolozsvári bíró: Körmendi János
- Nekeresdi bíró: Székhelyi József
- Jósnő: Pécsi Ildikó
- Juhász; Marcio: Juhász Jácint
- Gömöri urak: Füzessy Ottó, Horkai János, Raksányi Gellért, Simon György
- Öregember: Kenderesi Tibor, Mádi Szabó Gábor, Haraszin Tibor
- Kovács: Mádi Szabó Gábor
- Kovács felesége: Földessy Margit
- Plébános, aki megveszi a kapafejet a kovácstól: Horkai János
- Fogadós: Miklósy György
- Füttyös legény: Szombathy Gyula
- Várőrök: Csurka László, Kránitz Lajos
- Gazda: Benkóczy Zoltán
- Szegény ember: Makay Sándor
- Főporoszló: Koroknay Géza
- Nekeresdi bíró szolgája: Lengyel István
- Kinizsi Pál kapitány: Csikos Gábor
- Szerzetes: Haumann Péter
- Borsóhajigáló művész: Tahi Tóth László
- Főkamarás: Velenczey István
- Főkamarás cinkosa: Varga T. József

További szereplők hangja: Antal László, Csikos Gábor, Füzessy Ottó, Horváth László, Orosz István

## Jelenetek
A film jelenetei a Mesék Mátyás királyról című rajzfilmsorozat 11 epizódjának felhasználásával készültek.
| 1. | Az igazmondó juhász           | 1. rész  |
| Mátyás király eldicsekszik a burkus királynak az igazmondó juhászával. A burkus király lánya elcsalja az aranyszőrű bárányt a juhásztól, aki bevallja a királynak, hogy elcserélte az értékes állatot egy „fekete bárányra”. |                               |          |
| 2. | Mátyás király Gömörben        | 6. rész  |
| A gömöri urak vendégségbe hívják a királyt. A vendéglátás közben kiderül: a nemes urak gyerekjátéknak tartják a jobbágyok munkáját, hát Mátyás király próbára teszi őket. |                               |          |
| 3. | Három bakkecske               | 7. rész  |
| Visegrádon a királyt a nemes urak szokásos kéréseikkel tarhálják, ám közben király észreveszi apjának, Hunyadi Jánosnak egy egykori bátor vitézét, ki jobbágyként ökreit itatja a Dunában. A királlyal felelevenítik kettejük „törvényét”, a nemesek pedig megkaphatják jutalmukat, ha megfejtik a zavarosnak hangzó párbeszédet.                        |                               |          |
| 4. | Mátyás kovácsa                | 10. rész |
| A király álruhában jár az országban, majd estére szállást kér egy szegény kovácstól, aki vendégül látja. Mátyás cserében felajánlja neki, hogy látogassa meg őt, ha Budán jár. |                               |          |
| 5. | A tök és a négy ökör          | 11. rész |
| Ismét álruhában szegény deáknak adja ki magát a király; Keviben a fogadósnál szál meg, aki minden pénzt elkér a szállásér. Vissza útján a király egy fütyörésző jobbággyal találkozik, akinek már annyija sincs hogy ennivalóra teljen, viszont az udvarában egy fejedelmi sütőtököt őrizget, melyet magának a királynak készül ajándékba vinni.         |                               |          |
| 6. | Egyszer volt Budán kutyavásár | 2. rész  |
| Az álruhás Mátyás Budára rendeli a szegény embert kutyát árulni. Az jó áron eladja az ebeket, elégedetten tér haza. A fukar gazdának viszont keserűen kell megtapasztalnia, hogy egyszer volt Budán kutyavásár. |                               |          |
| 7. | A kolozsvári bíró             | 5. rész  |
| Mátyás király, hű udvari bolondja társaságában álruhában – egyikük deáknak, másikuk szerzetesnek öltözve – Kolozsvárra látogat. A panasznapon megérkezve látják, hogy a panaszosok mind a bíró udvarában robotolnak, sőt őket is beosztják az ingyen robotra. Végül kiderül, hogy kit nézett egyszerű deáknak a bíró és mindenki elnyeri méltó jutalmát. |                               |          |
| 8. | A nekeresdi bíró              | 12. rész |
| Budára tartó útja közben a király fülébe jut, hogy egy kis faluban egy bíró furcsa módon értelmezi a királyi törvényeket, néha nem teljesen a józan észnek megfelelően. Ezért úgy dönt, látogatást tesz királyi díszkíséretével a különös bírónál. |                               |          |
| 9. | Furcsa látogatók              | 9. rész  |
| A király udvarában sok furcsa látogató fordul elő: jósok, szerzetesek, borsóhajigáló művészek. Mátyás úgy véli, nem sok hasznuk volt az aznapi látogatókból. Udvari bolondja azzal vigasztalja: ne keseregjen emiatt, s emlékezteti őfelségét, hogy annak idején ő maga is egy furcsa látogatóból vált a király hű udvari bolondjává.                    |                               |          |
| 10. | Mátyás szolgái                | 8. rész  |
| Vízkereszt ünnepén a szokásos ajándékozási formalitás során Mátyás király úgy dönt, hogy egy kis "illemtanra" tanítja a főurakat, egyik hű jobbágya által. |                               |          |
| 11. | A névnapi jóslat              | 13. rész |
| Mátyás közönséges lókupecként forgolódik a budai vásáron, mikor elébe toppan egy jós asszony, ki óva inti őt: ha nem megy lopni mielőbb, úgy meghal névnapján. A király ezért úgy dönt, hogy elcsen egy kis semmiséget a későbbi vendéglátójától a fő kamarástól. A művelet közben azonban fény derül egy ellene készülő merényletre.                    |                               |          |

A filmet 2006-ban DVD-n is kiadták.

## Televíziós megjelenések
- Duna TV, TV-1, Minimax
- M1, M2